# Рысиха
Рысиха — деревня в Волоколамском районе Московской области России.
Население — 14 чел. (2010).
1994—2006 гг. — деревня Болычевского сельского округа Волоколамского района. С 2006 года — деревня сельского поселения Осташёвское Волоколамского муниципального района.
Расположена на западе Московской области, в юго-западной части Волоколамского района, примерно в 38 км к юго-западу от города Волоколамска и 5 км к западу от села Болычево, у границы с Можайским районом.
Связана автобусным сообщением с районным центром и селом Карачарово. Ближайшие населённые пункты — деревни Медвёдки и Старая Тяга.
Вблизи деревни в конце 2009 года началось строительство коттеджного посёлка «Новая Рысиха».

## Население
| 2002 | 2006  | 2010 |
| ---- | ----- | ---- |
| 24   | ↗1006 | ↘14  |